# Zingem
Zingem este o comună neerlandofonă situată în provincia Flandra de Est, regiunea Flandra din Belgia. La 1 ianuarie 2008 avea o populație totală de 6.953 locuitori. Comuna Zingem este formată din localitățile Zingem, Huise și Ouwegem. Suprafața totală a comunei este de 23,93 km². 